# Connor Swindells
Connor Ryan Swindells (Lewes, 19 de septiembre de 1996) es un actor y modelo británico, conocido por su papel como Adam Groff en la serie original de Netflix, Sex Education.

## Carrera
Comenzó a actuar en 2015, cuando vio un póster para una audición en una obra local y un amigo le retó a realizar la audición, donde consiguió el papel principal. Él entonces actuó en dos obras locales más y consiguió un agente al final de su tercera obra.
En 2017, protagonizó un episodio de Harlots como invitado, interpretando a Mostyn. También apareció en un episodio de Jamestown, interpretando a Fletcher.
En marzo de 2017, Swindells audicionó para reemplazar a Joe Alwyn como Donald en The Vanishing, un thriller psicológico dirigido por Kristoffer Nyholm, protagonizado por Gerard Butler y Peter Mullan.
En 2018, interpretó a Adam en el drama VS., dirigido por Ed Lilly.
En 2019, comenzó a interpretar a Adam Groff en la serie de Netflix Sex Education, junto a Asa Butterfield, Gillian Anderson, Aimee Lou Wood, Emma Mackey, Kedar Williams-Stirling y Ncuti Gatwa.

## Vida personal
En enero de 2019 se confirmó que Swindells y Aimee Lou Wood son pareja. La relación terminó a mediados de 2020.

## Filmografía

### Películas
| Año  | Título            | Papel                |
| ---- | ----------------- | -------------------- |
| 2018 | Vs.               | Adam                 |
| 2019 | The Vanishing     | Donald McArthur      |
| 2020 | Emma              | Mr. Martin           |
| 2023 | Barbie            | Trabajador de Mattel |
| 2024 | La gran exclusiva | Jae Donnelly         |

### Televisión
| Año       | Título            | Función        | Notas                        |  |
| --------- | ----------------- | -------------- | ---------------------------- |  |
| 2017      | Harlots           | Mostyn         | Episodio: "Episodio #1.3"    |  |
| 2017      | Jamestown         | Fletcher       | Episodio: "Episodio #1.5"    |  |
| 2019–2023 | Sex Education     | Adam Groff     | Protagonista; 16 episodios   |  |
| 2022-2024 | SAS: Rogue Heroes | David Stirling | Coprotagonista: 2 temporadas |  |

## Premios y nominaciones
| Año  | Premio               | Categoría                   | Trabajo       | Resultado | Ref.  |
| ---- | -------------------- | --------------------------- | ------------- | --------- | ----- |
| 2017 | Screen International | Estrellas de Mañana         | Él mismo      | Ganador   | [ 8 ] |
| 2019 | MTV Movie Awards     | Best kiss (con Ncuti Gatwa) | Sex Education | Nominado  | [ 9 ] |